# Courant Matematikatudományi Intézet
A Courant Matematikatudományi Intézet (Courant Institute of Mathematical Sciences vagy Courant Intézet) a New York Egyetem (NYU) független intézete, amely a matematika- és számítástechnika-kutatás, illetve ezek oktatásának központja az egyetemen. A Courant Intézet nemzetközileg elismert, vezető matematikatudományi kutatóintézet. Az intézet Richard Courant, az egyik alapító nevét viseli, aki 1936-tól 1972-ig volt a New York Egyetem matematikaprofesszora. Szintén a Courant Intézetben kutatott és tanított Lax Péter magyar származású matematikus. Az intézet négy professzora, Lax Péter, S. R. Srinivasa Varadhan, Mikhail Gromov és Louis Nirenberg is elnyerték az Abel-díjat, amely az egyik legrangosabb elismerés a matematikatudományok területén. Lax és Nirenberg a parciális differenciálegyenletek, Varadhan a valószínűségszámítás, illetve Gromov a geometria területén elért kiemelkedő teljesítményért érdemelte ki a díjat.

## Kutatás
A Courant Intézet alkalmazott matematika, matematikai analízis és számítástudomány területekre specializálódik. Hangsúlyos kutatási ág a parciális differenciálegyenletek és alkalmazásaik. Az intézet rendszerint a rangsorok első helyén végez alkalmazott matematika területen az Egyesült Államokban. További kiemelkedő kutatási ágak az analízis, valószínűségszámítás és geometria. A számítástudomány területén a Courant Intézet kutatása a gépi tanulásra, programozási nyelvekre, számítógépes grafikára, valamint párhuzamos számításra összpontosul. Az intézet számítástechnika szakja 28. lett az USA-ban a számítástechnika szakok között. 2017-ben az Academic Ranking of World Universities a Courant Intézet képzését a második helyre, 2019-ben harmadik helyre sorolta a világ legjobb matematika szakjai között.

## Története
Richard Courant 1934-ben a Göttingeni Egyetemet otthagyva lett professzor a New York Egyetemen, ahol azt a feladatot kapta, hogy alakítson egy matematika tanszéket. Később ehhez a tanszékhez csatlakozott Kurt O. Friedrichs és James J. Stoker. Az intézet neve 1946-ban Matematika és Mechanika Intézetre (Institute for Mathematics and Mechanics) módosult. Ugyancsak 1946-ban az egyetem professzora, Morris Kline az elektromágneses hullámok terjedésének matematikai kihívásaival foglalkozott, amely kutatásból kifolyólag megalakult a hullámterjedési és alkalmazott matematika részleg. Az Amerikai Atomenergia Bizottság 1952-ben a New York Egyetemen létesítette a világ egyik első (elektronikus) számítógépét, ami a Courant Matematika-Számítástechnika Labor megalakulásához vezetett. A magnetofluid-dinamika részleg Harold Grad plazmafúziós kutatásából kifolyólag alakult meg 1954-ben. A folyadékdinamika részleg 1978-ban jött létre Paul R. Garabedian projektjéből.

## Igazgatók
| Kép | Név                      | Évek         |
| --- | ------------------------ | ------------ |
|     | Richard Courant          | (1935–1958)  |
|     | James J. Stoker          | (1958–1966)  |
|     | Kurt O. Friedrichs       | (1966–1967)  |
|     | Jürgen Moser             | (1967–1970)  |
|     | Louis Nirenberg          | (1970–1972)  |
|     | Lax Péter                | (1972–1980)  |
|     | S. R. Srinivasa Varadhan | (1980–1984)  |
|     | Cathleen Synge Morawetz  | (1984–1988)  |
|     | Henry McKean             | (1988–1994)  |
|     | David W. McLaughlin      | (1994–2002)  |
|     | Charles M. Newman        | (2002–2006)  |
|     | Leslie Greengard         | (2006–2011)  |
|     | Gérard Ben Arous         | (2011–2016)  |
|     | Richard Cole             | (2016–2017)  |
|     | Russel E. Caflisch       | (2017–jelen) |

## Fordítás
Ez a szócikk részben vagy egészben  a   Courant Institute of Mathematical Sciences című angol Wikipédia-szócikk ezen változatának fordításán alapul.  Az eredeti cikk szerkesztőit annak laptörténete sorolja fel. Ez a jelzés csupán a megfogalmazás eredetét és a szerzői jogokat jelzi, nem szolgál a cikkben szereplő információk forrásmegjelöléseként.